# Nykarleby församling

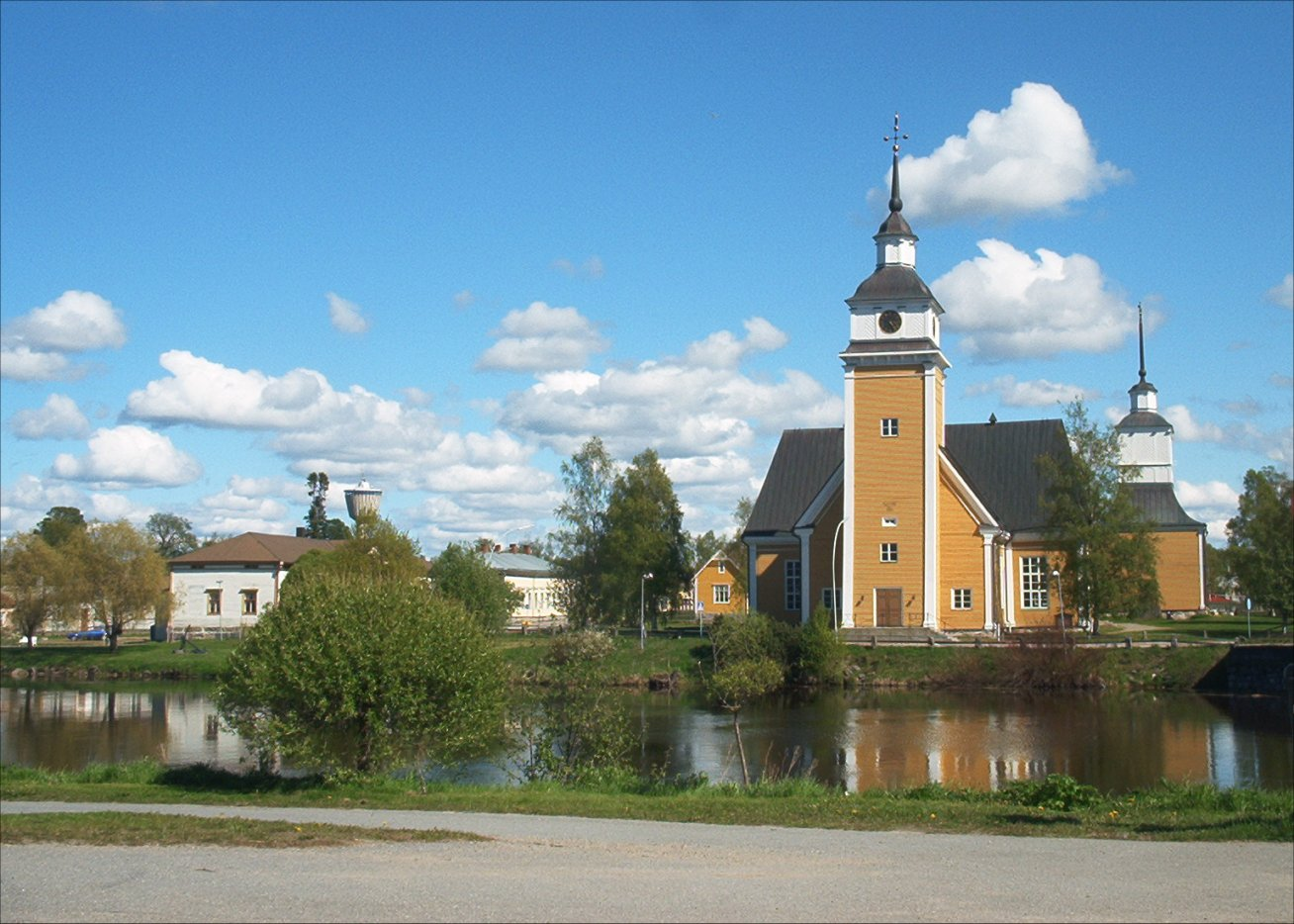
Nykarleby kyrka

Nykarleby församling är en tvåspråkig församling i Pedersöre prosteri inom Borgå stift i Evangelisk-lutherska kyrkan i Finland.  
Församlingen grundades år 1607, då Nykarleby socken kom till; stadsrättigheter fick socknen 1620. Församlingen omfattar numera Nykarleby stads område; Nykarleby landskommun och Jeppo och Munsala kommuner fusionerades med staden 1975. Jeppo och Munsala församlingar drogs in 31.12.2012 och tillsammans bildades 2013 Nykarleby församling av de tre tidigare självständiga församlingarna. 2014 bildas kapellförsamlingar i Munsala och Jeppo men dessa drogs in 12.6.2020. Majoriteten (92,8 %) av församlingens 6 048 medlemmar (08/2018) är svenskspråkiga.
Nykarleby kyrka, som är helgad åt Sankta Birgitta, byggdes år 1708.
Kyrkoherde i församlingen är från 2022 Mats Edman.